# Osterøy
Osterøy ist eine Kommune im norwegischen Fylke Vestland. Sie macht ca. 78 % der Fläche der gleichnamigen Insel Osterøy aus.

## Kommune
Die wichtigsten Orte der Gemeinde Osterøy sind:
- Lonevåg (das Kommunezentrum),
- Haus,
- Valestrandsfossen,
- Hamre,
- Fotlandsvåg,
- Tyssebotn,
- Gjerstad.

## Verkehr

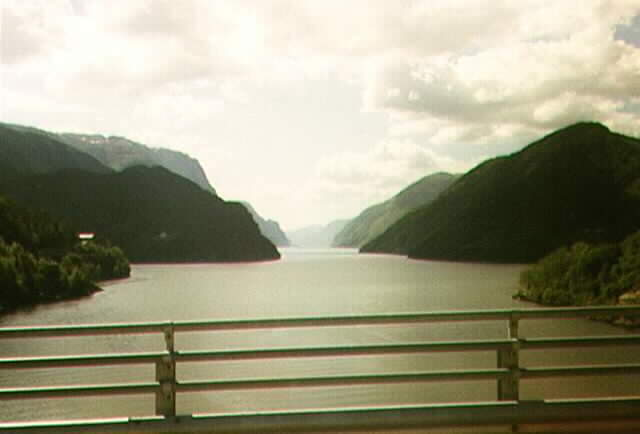
Veafjord von der (nördlichen) Osterøybrücke über den Kallestadsund

Da der Nordosten der Insel unwegsames Gebirge ist, hat sie zwei voneinander getrennte Straßennetze. Das weitaus größere erschließt die Gemeinde Osterøy und den Süden des zur Kommune Vaksdal gehörenden Inselteils. Es erhielt erst 1997 mit der Fertigstellung der Osterøy-Brücke (Osterøybroen) über das Ostende des Sørfjordes eine feste Verbindung zum Festland. Beim anderen Ende der Brücke gibt es einen Haltepunkt der Bergenbahn. Das nördliche Netz von nur etwa 10 km Länge besteht aus einer Straße mit wenigen kurzen Stichstraßen, die schon seit 1985 durch die Brücke über den Kallestadsund mit dem Festland verbunden ist.

## Kultur

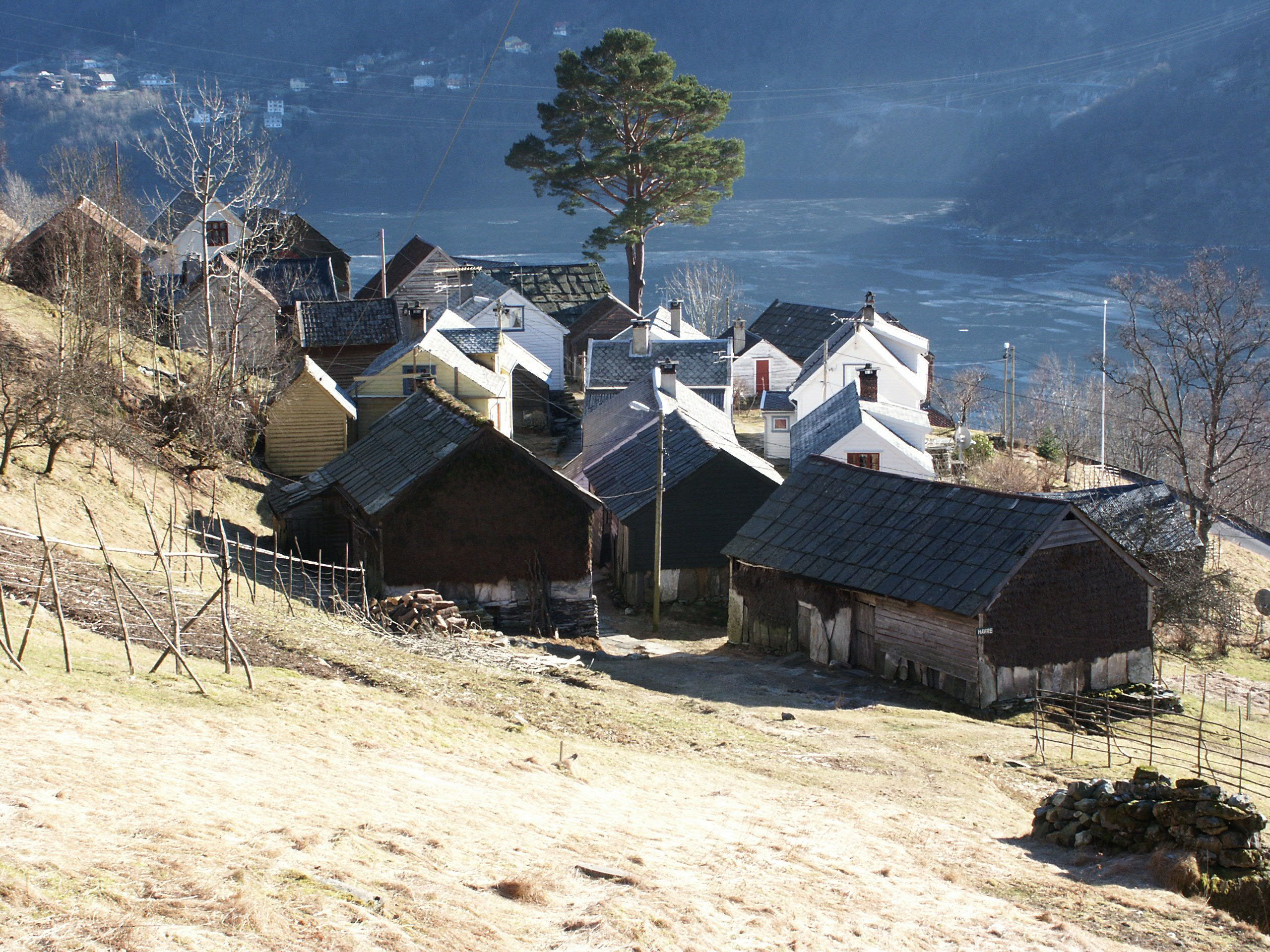
Museumshof Havrå, im Hintergrund der Sørfjord

Ganz im Süden der Insel liegt der Hof Havrå, auch Havretunet, heute Museum, einer der besterhaltenen Einzelhöfe Westnorwegens.

## Persönlichkeiten
- Nicolai Wergeland (1780–1848), Theologe und Politiker
- Georg Prahl Harbitz (1802–1889), Pfarrer und Politiker
- Olav Bruvik (1913–1962), Politiker und Gewerkschaftler
- Lars Leiro (1914–2005), Politiker
- Carl Espen (* 1982), Sänger
- Tore Eikeland (1990–2011), Politiker, Opfer der Anschläge in Norwegen 2011
- Sigrid Borge (* 1995), Speerwerferin

Der Komponist Ole Bull hatte einst ein Landhaus auf der Insel (in Valestrand).